# Vester Broby Sogn
Vester Broby Sogn er et sogn i Ringsted-Sorø Provsti (Roskilde Stift).
I 1800-tallet var Vester Broby Sogn anneks til Lynge Sogn. Begge sogne hørte til Alsted Herred i Sorø Amt. Lynge-Broby sognekommune blev ved kommunalreformen i 1970 indlemmet i Sorø Kommune.
I Vester Broby Sogn ligger Vester Broby Kirke.
I sognet findes følgende autoriserede stednavne:
- Broby Holme (bebyggelse)
- Broby Overdrev (bebyggelse)
- Broby Vesterskov (areal)
- Græslodden (bebyggelse)
- Løvehave (bebyggelse)
- Munkedam (bebyggelse)
- Vester Broby (bebyggelse, ejerlav)